# Ванда Руткевич
Ванда Руткевич (пол. Wanda Rutkiewicz; 4 лютого 1943, Плунге, Литовська РСР, СРСР — приблизно 12 травня 1992, Канченджанга, Гімалаї) — польська альпіністка.

## Біографія
Після Другої світової війни сім'я переїхала в Польщу і оселилася у Вроцлаві. Закінчила Вроцлавський технологічний університет за фахом інженер-електрик.
Вважається однією з найвидатніших в історії жінок-альпіністок. 16 жовтня 1978 року вона стала третьою жінкою, першою полькою і першою європейкою, що піднялася на вершину Евереста, а 23 червня 1986 року— першою жінкою, яка підкорила другий восьмитисячник світу К2 (тріумф був затьмарений загибеллю Ліліан і Моріса Баррардів з її команди, загиблих при спуску).
Ванда Руткевич була головним претендентом на титул першої жінки, яка підкорила всі 14 восьмитисячників світу. Вона встигла зійти на 8 вершин:
- 1978 — Джомолунгма
- 1985 — Нангапарбат
- 1986 — K2
- 1987 — Шишабангма
- 1989 — Гашербрум II
- 1990 — Гашербрум I
- 1991 — Чо-Ойю
- 1991 — Аннапурна I

## Смерть

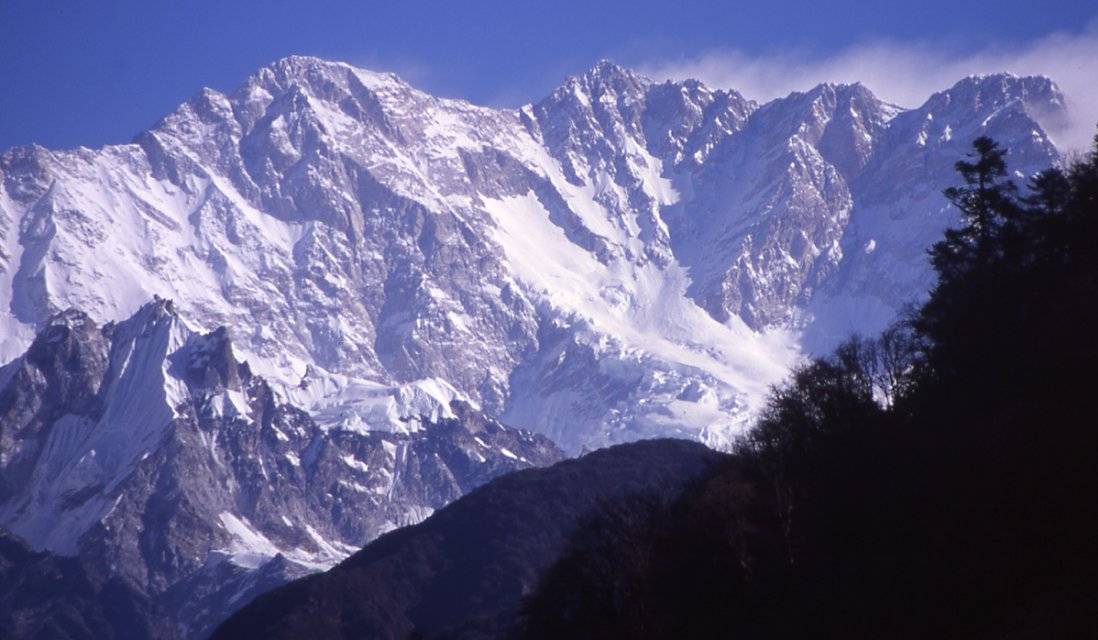
Вид з Непалу на Південну стіну Канченджанги

Ванда Руткевич пропала в 1992 р. при спробі зійти по північно-західній стіні на третю вершину світу Канченджангу. Штурм гори (спільно з мексиканцем Карлосом Карсоліо) розпочався рано вранці 12 травня з табору на висоті 7950 м. Після 12 годин важкого сходження по глибокому снігу Карлос стояв на вершині, а Ванда відстала. Спускаючись, він зустрівся з Вандою на висоті більше 8200 метрів. Незважаючи на відсутність бівуачного спорядження, вона вирішила сховатися і перечекати ніч на північно-західному схилі, а потім продовжити сходження на наступний день. У той момент Руткевич була сильно виснажена фізично, і була не в змозі прийняти раціональне рішення, яке могло врятувати їй життя. Карсоліо зазначив, що він також був сильно виснажений фізично і морально, і у нього вже не залишалося душевних сил переконати її, щоб почати спуск вниз. Її тіло так і не було знайдено.
В 1995 р. італійські альпіністи Фаусто де Стефані, Марко Галеззі і Сильвіо Мондінеллі знайшли тіло, що імовірно належало Ванді Руткевич, на південно-західній стіні. У цьому випадку вона піднімалася (або спускалася) по північно-західному хребту недалеко від вершини і зірвалася на південно-західну сторону.
Однак більш детальний аналіз свідчень італійських альпіністів, зокрема, колір одягу та наявність етикеток болгарського виробництва, свідчить про те, що, швидше за все, це було тіло болгарської альпіністки Йорданки Димитрової, загиблої в лавині на південно-західному схилі Канченджанги в жовтні 1994 року.
Ніхто не знає, чи була вона на вершині. Якщо так, то вона стала першою альпіністкою, яка підкорила три найвищі гори світу.

## Цікавий факт
Ванда підкорила Еверест в той день, коли Кароль Войтила був обраний римським папою під ім'ям Іоанн Павло II. Коли вони потім розмовляли, він сказав їй: «Милостивий Бог так захотів, щоб ми в один і той же день зійшли так високо».